# Парножилковые подёнки
Парножилковые подёнки, или бенингииды (лат. Behningiidae) — семейство подёнок, к которому относятся всего четыре рода (три из них современные подёнки — Behningia, Dolania, Protobehningia, а четвёртый, Archaeobehningia, вымерший). Также в семействе всего семь видов.

## Распространение
Встречаются в Палеарктическом регионе (не включая Северную Африку) и в США.

## Описание
Представители этого семейства — одни из самых маленьких подёнок.

## Окаменелости
Единственный ископаемый представитель семейства датируется Юрским периодом, найден в России.